# Hřib sametový
Hřib sametový (Xerocomellus pruinatus (Fr. et Hök) Šutara 2008) je jedlá houba z čeledi hřibovitých. Roste v rozmezí od září do listopadu v listnatých a jehličnatých lesích, preferuje zejména dubové porosty. Znám je také pod lidovým názvem kačenka nebo linda.

## Synonyma
- Boletellus pruinatus (Fr. & Hök) Klofac & Krisai
- Boletellus pruinatus f. luteocarnosus Klofac & Krisai
- Boletus fragilipes C. Martin[1]
- Boletus pruinatus Fr.[1]
- Xerocomus fragilipes C. Martin (Pouzar)
- Xerocomus pruinatus (Fr.) Quél.[1]
- Xerocomellus pruinatus (Fr.) Šutara[1]
- hřib sametový
- suchohřib sametový
- podzimní babka
- sameťák
- sameťáček
- kačenka
- linda
- šinal

## Záměna
Hřib sametový je možné zaměnit za některé druhy z rodu Xerocomellus (babky) a Xerocomus (suchohřiby). Žádné nejsou jedovaté, některé jsou však vzácné a neměly by se sbírat.
Od nejběžnějšího hřibu žlutomasého (babky) se hřib sametový liší v několika znacích. Povrch klobouku obvykle políčkovitě nerozpraskává (případně ve výrazně menší míře), bývá zbarven sytěji hnědě (někdy s mírným odstínem k červené), plodnice bývají vybarvené v jasnějších barvách a obvod klobouku často lemuje fialová linka, která se u hřibu žlutomasého nevyskytuje.
- hřib žlutomasý (Xerocomellus chrysenteron) - babka
- hřib Engelův (Hortiboletus engelii)
- hřib červený (Hortiboletus rubellus)
- hřib meruňkový (Rheubarbariboletus armeniacus)
- suchohřib hnědočervený (Xerocomus badiorufus)

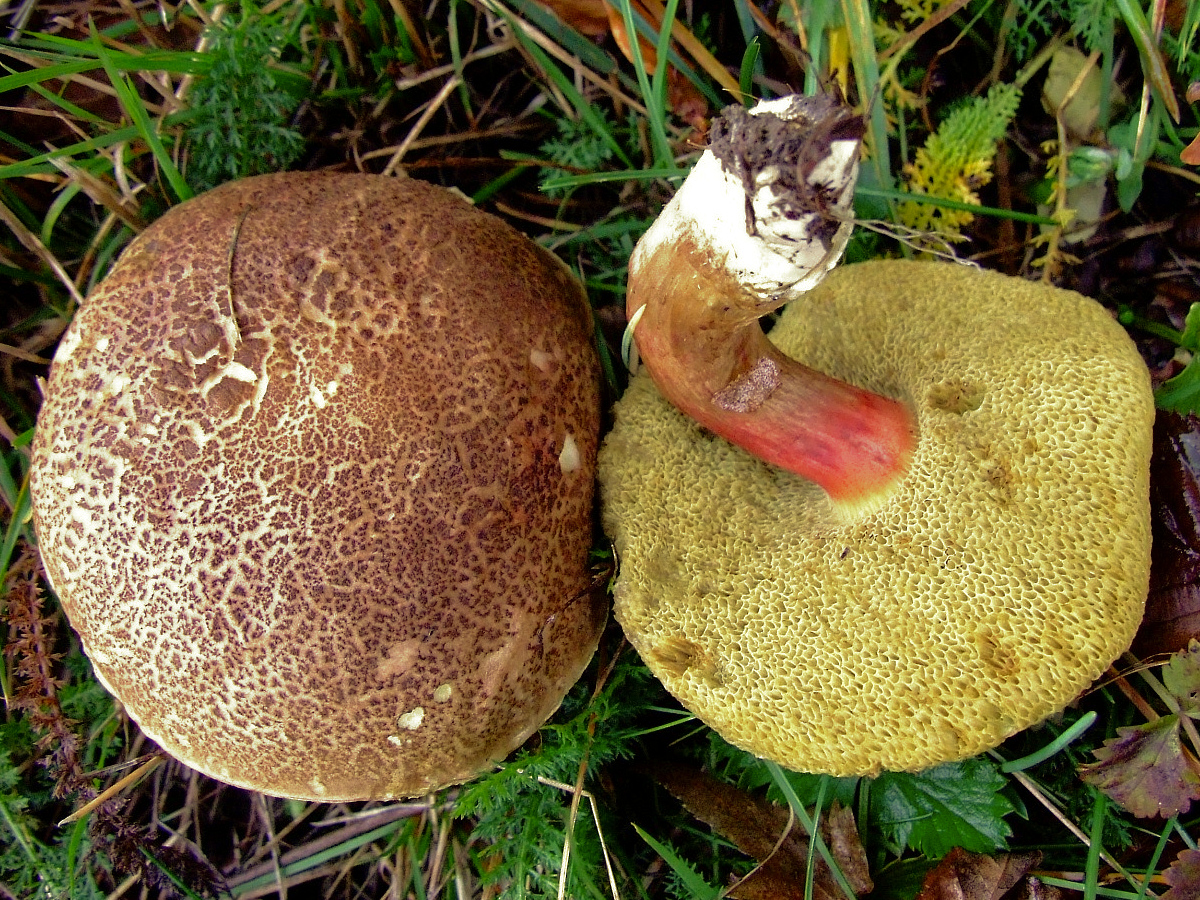
hřib žlutomasý
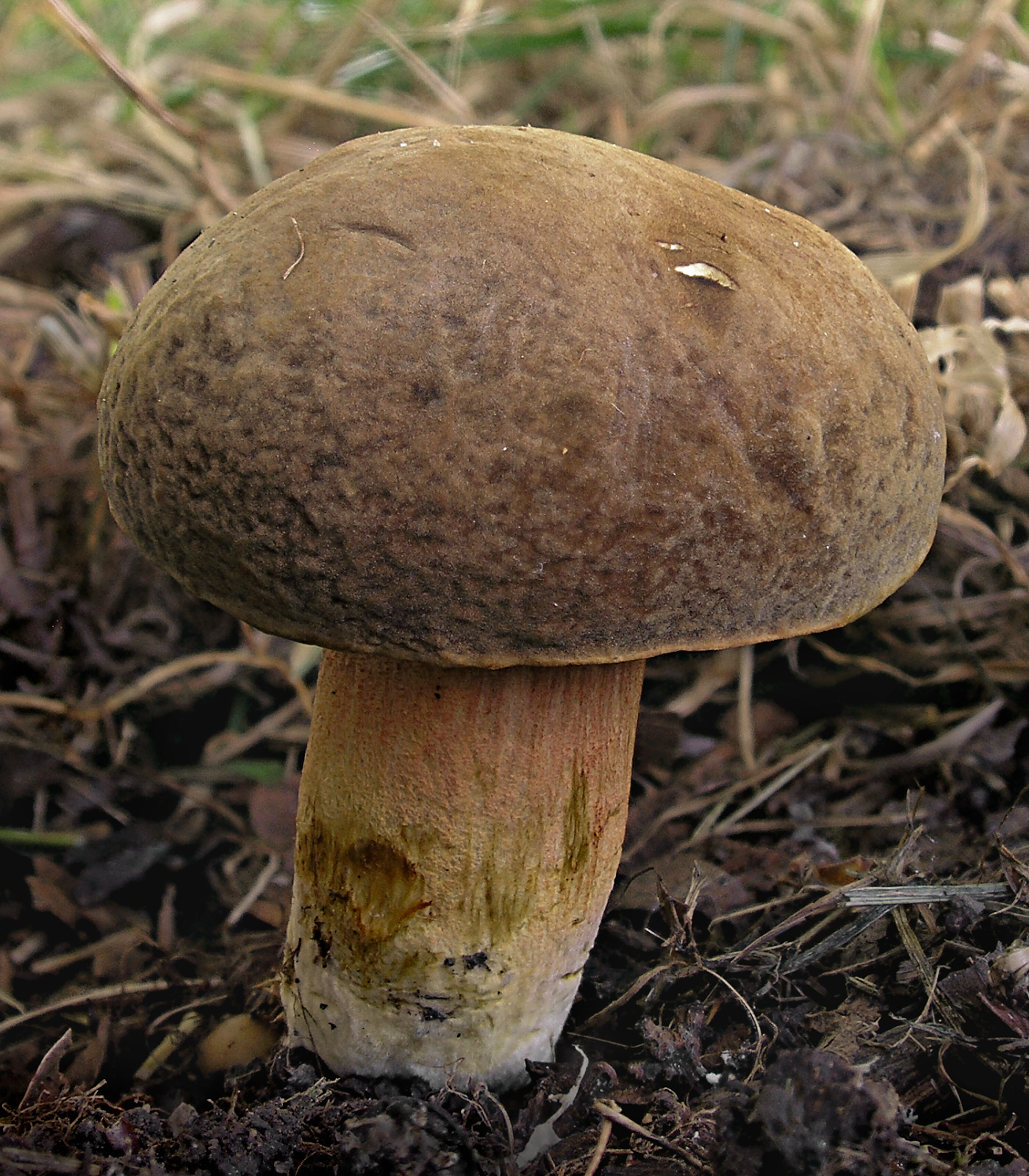
hřib Engelův
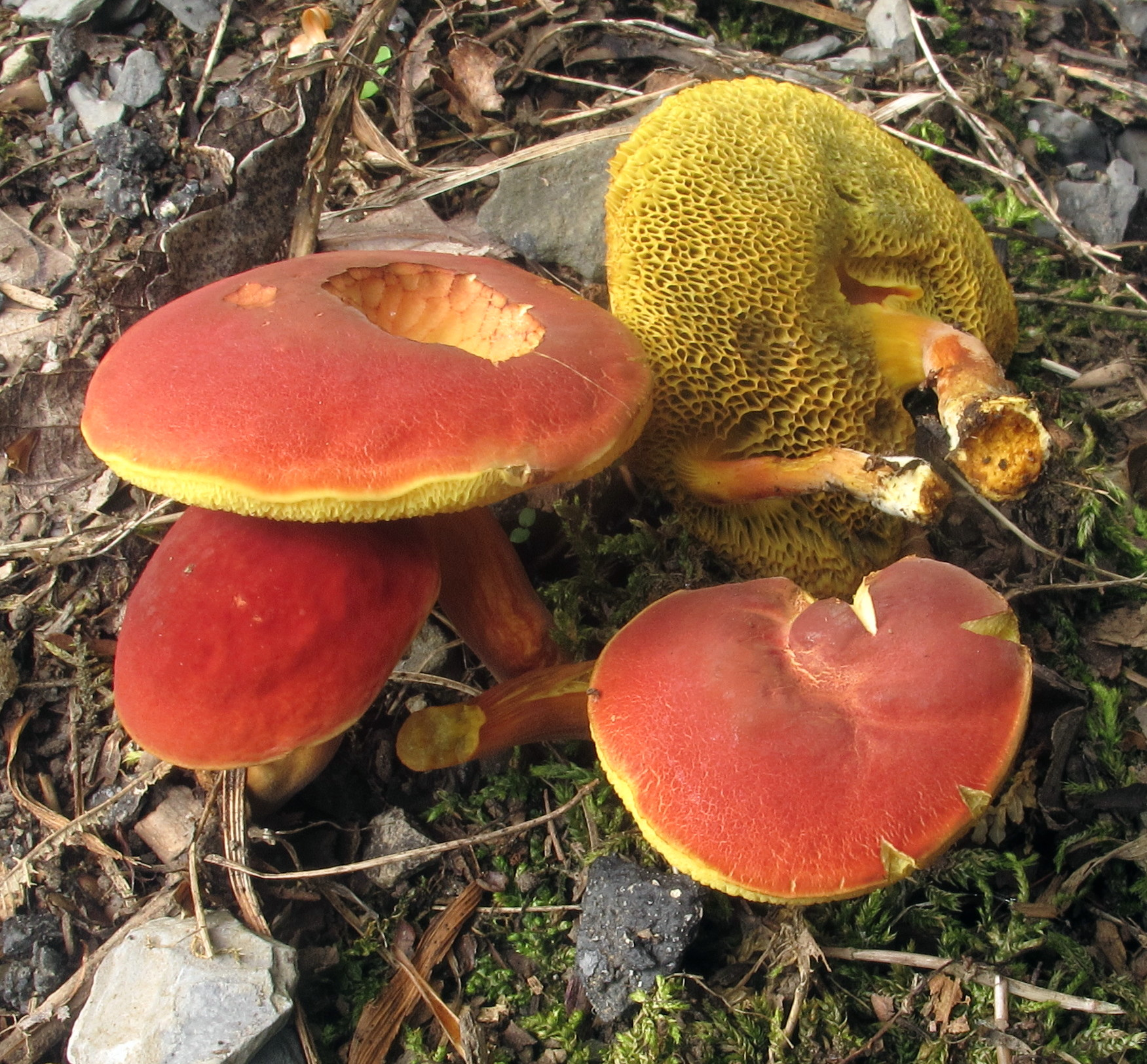
hřib červený
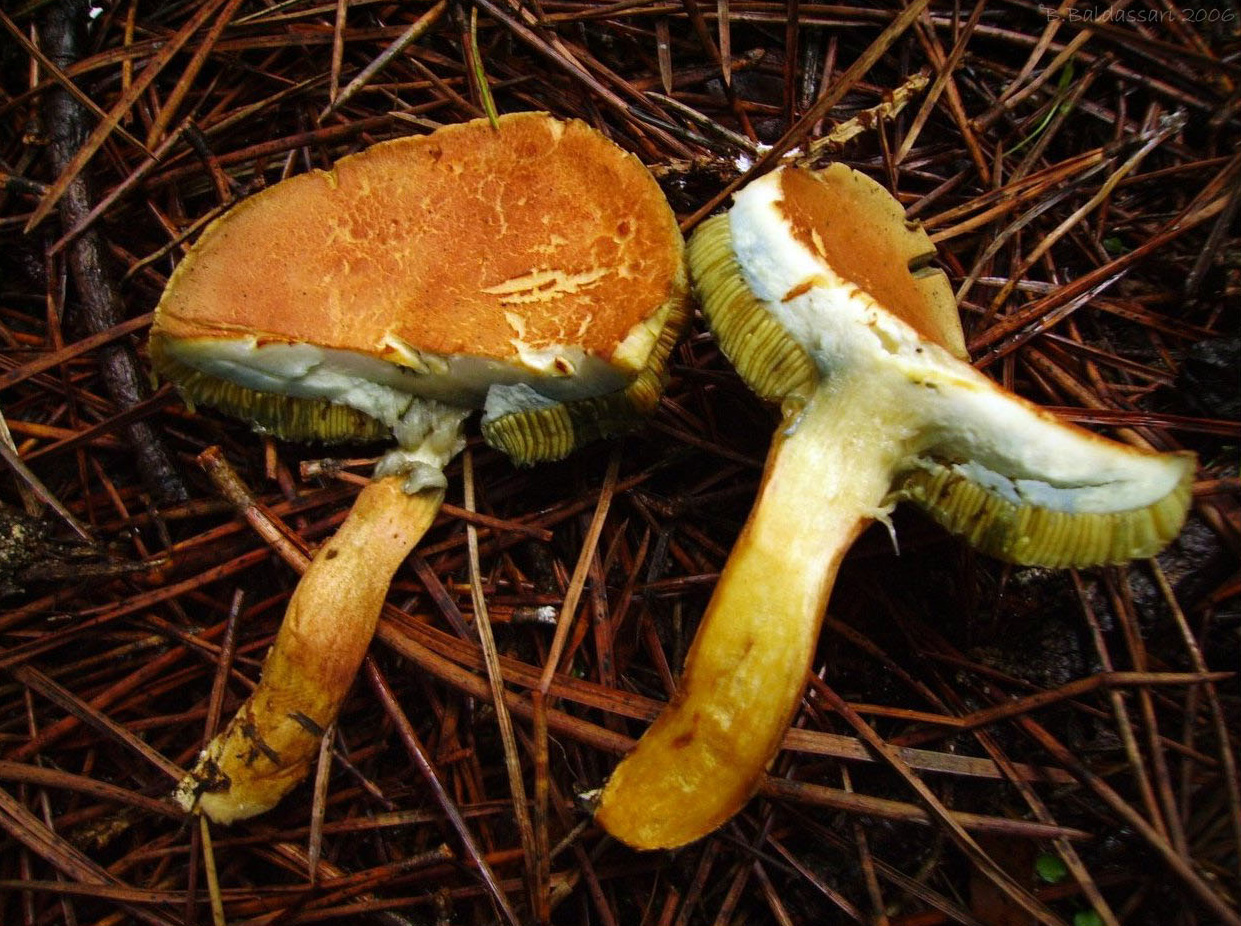
hřib meruňkový